# Adorazione (serie televisiva)
Adorazione è una serie televisiva italiana del 2024 diretta da Stefano Mordini e tratta dall'omonimo romanzo di Alice Urciuolo.

## Trama
Quando una ragazza di 16 anni scompare nel nulla, i segreti di una piccola comunità di Sabaudia vengono alla luce mentre i suoi amici e la sua famiglia cercano di ricostruire gli ultimi movimenti prima della sparizione.

## Personaggi e interpreti

### Personaggi principali
- Vanessa Pozzi, interpretata da Noemi Magagnini. È la migliore amica di Elena.
- Elena Simonetti, interpretata da Alice Lupparelli. È la ragazza scomparsa attorno alla quale ruota tutta la vicenda.
- Vera Martini, interpretata da Beatrice Puccilli. È la sorella di Giorgio nonché cugina di Vanessa.
- Diana Vincenzini, interpretata da Penelope Raggi. È la figlia di Diletta.
- Gianmarco Crociara, interpretato da Luigi Bruno. È il fidanzato di  Vanessa e uno degli amici di Enrico e Giorgio.
- Giorgio Martini, interpretato da Giulio Brizzi. È il principale sospettato dell'omicidio di Elena con la quale aveva una relazione segreta.
- Enrico, interpretato da Tommaso Donadoni. È il fidanzato di Elena.
- Christian, interpretato da Federico Russo. È uno degli amici di Giorgio.
- Teresa, interpretata da Alessia Cosmo. È la fidanzata di Christian.
- Melissa, interpretata da Federica Bonocore. È la fidanzata di Giorgio nonché nipote di Chiara.
- Chiara, interpretata da Barbara Chichiarelli. È la poliziotta che indaga sul caso.
- Manuela Pozzi, interpretata da Claudia Potenza. È la madre di Vanessa e la sorella di Enza.
- Enza, interpretata da Ilenia Pastorelli. È la madre di Giorgio e Vera.
- Diletta Vincenzini, interpretata da Noemi. È la madre di Diana e titolare di un ristorante presso cui lavorava Elena.
- Ricotta, interpretato da Max Mazzotta. È un senzatetto del paese.
- Andrea Martini, interpretato da Mario Sgueglia, È il padre di Giorgio e Vera ed ex marito di Enza.
- Claudio Ronchi, interpretato da Michele Rosiello. È l'uomo con cui Diana, di quasi 20 anni più giovane, intrattiene una relazione segreta.
- Walter Pozzi, interpretato da Biagio Forestieri. È il padre di Vanessa.
- Arianna, interpretata da Nicol Castagna. È una ragazza che inizia a frequentare Vanessa.

### Personaggi secondari
- Sergio, interpretato da Federico Scribani. È il padre di Enrico.
- Jacopo, interpretato da Moisé Curia.
- Stefania, interpretata da Francesca Antonelli. È la madre di Elena.
- Madre di Christian, interpretata da Alessia Barela.
- Amanda, interpretata da Aglaia Mora. È la madre di Gianmarco.
- Avvocato di Giorgio, interpretato da Simone Colombari.
- Anna, interpretata da Francesca Anna Bellucci. È la madre di Enrico.
- Massimo, interpretato da Andrea Giannini. È il marito di DIletta.
- Ines, interpretata da Penelope Massa.
- Francesco D'Angelo, interpretato da Mattia Mele.
- Camilla, interpretata da Silvia Morigi. È la moglie di Claudio.
- Paolo, interpretato da Marco Quaglia. È il padre di Elena.
- Figlia di Claudio, interpretata da Stella Trotta.
- Avvocato Lenzi, interpretato da Angelo Tanzi.

## Produzione
Le riprese della serie si sono svolte tra i mesi di settembre e dicembre 2023 tra Sabaudia e Latina e si sono concluse il 23 aprile 2024.

## Episodi
| Stagione       | Episodi | Prima TV |
| -------------- | ------- | -------- |
| Prima stagione | 6       | 2024     |

## Distribuzione
La prima stagione della serie è stata interamente distribuita su Netflix il 20 novembre 2024. 